# Loomis (Nebraska)
Loomis is een plaats (village) in de Amerikaanse staat Nebraska, en valt bestuurlijk gezien onder Phelps County.

## Demografie
Bij de volkstelling in 2000 werd het aantal inwoners vastgesteld op 397. In 2006 is het aantal inwoners door het United States Census Bureau geschat op 375, een daling van 22 (-5,5%).

## Geografie
Volgens het United States Census Bureau beslaat de plaats een oppervlakte van 0,8 km², geheel bestaande uit land. Loomis ligt op ongeveer 739 m boven zeeniveau.

## Plaatsen in de nabije omgeving
De onderstaande figuur toont nabijgelegen plaatsen in een straal van 24 km rond Loomis.